# My Ding-a-Ling
Singles de Chuck Berry
Tulane
(1970) Reelin' and Rockin'
(1973)
My Ding-a-Ling est une chanson écrite et composée par Dave Bartholomew en 1952. Sa version la plus célèbre est celle de Chuck Berry, sortie en 1972, qui se classe no 1 des ventes aux États-Unis et dans d'autres pays, malgré ses paroles ambigües. La chanson est basée sur la mélodie d'une chanson populaire du XIXe siècle Little Brown Jug[réf. nécessaire].

## Paroles
Le narrateur de la chanson parle d'un cadeau que lui a fait sa grand-mère quand il était petit : des clochettes d'argent sur une ficelle, le « ding-a-ling » du titre. Il décrit ensuite une série de situations dans lesquelles il s'amusait avec son ding-a-ling : au catéchisme, à l'école, avec sa petite voisine, et même dans des situations dangereuses. Toute la chanson repose sur le double sens de l'expression « ding-a-ling », qu'il est possible de comprendre comme faisant référence au pénis du narrateur, et évoque la masturbation, pour Yves Bigot cette chanson est « carrément pornographique et musicalement inattendue ».

## Histoire
Dave Bartholomew enregistre My Ding-a-Ling pour la première fois en 1952 pour un single chez King Records. Il la réenregistre plus tard la même année sous le titre Little Girl Sing Ding-a-Ling. Cette deuxième version paraît en face B du single Who Drank My Beer While I Was in the Rear, chez Imperial Records. Le groupe The Bees en enregistre une reprise pour Imperial Records en 1954, rebaptisée My Toy Bell.
Chuck Berry reprend la chanson dès 1968 sous le titre My Tambourine sur l'album From St. Louie to Frisco. Le 3 février 1972, il interprète une version de My Ding-a-Ling de 12 minutes de long sur la scène du Locarno Ballroom de Coventry, en Angleterre, où il figure en tête d'affiche du Lanchester Arts Festival. Cette version, publiée sous forme abrégée en 45 tours au mois de juillet, est popularisée par l'animateur de radio américain Jim Connors (en) et se classe no 1 des ventes aux États-Unis en octobre. My Ding-a-Ling est le seul no 1 de Chuck Berry dans son pays d'origine. La version complète de la chanson figure sur l'album The London Chuck Berry Sessions, également paru au mois d'octobre.
Au Royaume-Uni, My Ding-a-Ling s'attire les foudres de Mary Whitehouse. Elle tente en vain d'obtenir sa censure, mais le patron de la BBC considère que la grivoiserie de la chanson, au pire ne dépasse pas celle des cartes postales coquines, ou des spectacles de music-hall. My Ding-a-Ling atteint la première place du hit-parade britannique à la fin du mois de novembre et l'occupe pendant quatre semaines. C'est également le seul no 1 de Chuck Berry au Royaume-Uni.